# Zameczek (wieś w województwie łódzkim)
Zameczek – wieś w Polsce położona w województwie łódzkim, w powiecie opoczyńskim, w gminie Opoczno.
W latach 1975–1998 miejscowość administracyjnie należała do województwa piotrkowskiego.
Nazwa wsi pochodzi od mieszczącego się niegdyś na jej terenie zamku. Zamek mieścił się na niewielkim wzniesieniu nieopodal płynącej przez miejscowość Drzewiczki. Jest on wzmiankowany w źródle z 1453. Nosił nazwę Damujowice i był warownią zbudowaną z granitu i piaskowca, otoczoną fosą i nasypem. Prawdopodobnie pełnił funkcję strażnicy granicznej dla kasztelanii skrzyńskiej. Według wspomnianego już źródła, budowla posiadała cztery baszty. Zamek został zniszczony podczas potopu szwedzkiego, cała jego załoga zginęła. Ruiny zamku, w tym dwukondygnacyjna baszta, przetrwały do 1939. Obecnie miejsce, gdzie niegdyś wznosiły się zamkowe mury, znajduje się pod wodami stawu.
Wierni kościoła rzymskokatolickiego należą do parafii św. Barbary w Sołku.